# Nipponomyia symphyletes
Nipponomyia symphyletes là một loài ruồi trong họ Pediciidae. Chúng phân bố ở vùng Indomalaya.